# FC TV
FC TV é uma emissora de televisão brasileira sediada em Codó, cidade do estado do Maranhão. Opera no canal 3 (41 UHF digital) e é afiliada ao SBT. Pertence ao Grupo FC Oliveira, que também controla a FC FM e outras empresas fora do segmento de radiodifusão no estado do Maranhão.

## História
A FCTV entrou no ar em 13 de dezembro de 2008, como afiliada ao SBT, que anteriormente era transmitido pela TV Cidade, que se desafiliou da rede em meados da década de 2000 para ir pra Record. Em fevereiro de 2009, a emissora transmite o carnaval local e o futsal feminino. Em 3 de março, é autorizada a transmitir sessões da Câmara Municipal de Codó.
Em 2013, a FC TV fez parceria com a TV Brasil na transmissão dos jogos Sampaio Corrêa do Campeonato Brasileiro série C. Em 5 de dezembro de 2014, fez a transmissão da missa de São Francisco das Chagas em Canindé (Ceará) em cadeia com a Rede Vida.
Desde março de 2020, por conta da COVID-19, a FCTV transmite a Santa Missa da Paróquia São Sebastião, todos os domingos às 9 horas da manhã.

## Sinal digital
| Canal virtual | Canal Digital | Resolução de Tela | Programação                          |
| ------------- | ------------- | ----------------- | ------------------------------------ |
| 3.1           | 41 UHF        | 1080i             | Programação principal da FC TV / SBT |

A FC TV iniciou as transmissões do sinal digital em 1 de janeiro de 2019 através do canal 41 UHF, tornando-se a segunda emissora de TV na região a ter a tecnologia (antes era a TV Mirante Cocais).
No dia 5 de fevereiro do mesmo ano, todos os programas locais da emissora passaram a ser produzidos em alta definição.
Transição para o sinal digital
A FC TV desligou o sinal analógico pelo canal 3 VHF em abril de 2020, três anos antes do fim de prazo das emissoras para 2023.

## Programação
- FC Clips
- Fala Codó
- Missa da Paróquia São Sebastião

Retransmitidos da TV Difusora
- Bandeira 2: Jornalístico policial, com Silvan Alves;
- Bom Dia Maranhão: Telejornal, com Adalberto Melo